# Карлик, Берта
Бе́рта Карлик (нем. Berta Karlik; 1904—1990) — австрийский физик, первая женщина — профессор Венского университета.

## Биография
Берта Карлик родилась 24 января 1904 года в Вене, Австро-Венгрия.
Начальное образование получила дома, научилась играть на фортепиано, а также выучила английский, французский и голландский языки. С 1919 по 1923 годы обучалась в гимназии Reform-Realgymnasium, по окончании которой была принята на философский факультет Венского университета, где обучалась по 1928 год и получила докторскую степень.
Во время обучения в университете работала в исследовательской группе шведского физика Ханса Петтерсона (нем. Hans Pettersson) в Институте радия (нем.  Radium Institute), была удостоена стипендии от Международной федерации женщин с университетским образованием (англ. Federation of University Women). Получив учёную степень в области физики, преподавала в гимназии, в которой училась сама.
В 1930 году стала работать в лаборатории Уильяма Брэгга в Лондоне. Занималась исследованиями в кристаллографии, в частности использованием рентгеновских лучей для исследования структуры кристаллов. Работы Берты по радиофизике привлекли внимание учёных женщин-кристаллографов Элли Кнаггс (Ellie Knaggs) и Хелен Гилкрист (Helen Gilchrist). Они сформировали свою научную группу, посетили лабораторию Марии Кюри в Париже, что положило начало их длительной переписке друг с другом. Также Карлик переписывалась с другими женщинами-учёными — Эллен Гледич и Евой Ремтедт (Eva Resmtedt), с которыми была близко знакома. Она встречалась с австрийской учёной физиком и радиохимиком — Лизой Мейтнер, работавшей, в частности, в области ядерного распада.
После научной деятельности в Париже и Лондоне, в начале 1930-х годов Карлик начала работать в венском институте Institute for Radium Research, где с 1937 года читала лекции, продвигаясь по служебной лестнице института. Продолжила работать в группе Ханса Петтерссона, исследуя радиоактивность морской воды. Во время Второй мировой войны сделала своё самое важное открытие, заключающееся в том, что элемент с атомным номером 85 — астат — не встречается в радиоактивных минералах, где его искали некоторые учёные, а является продуктом естественного распада. За это открытие была удостоена премии Haitinger Prize по химии Австрийской академии наук в 1947 году. Изучала применение астата в лучевой терапии раковых клеток. Продолжила работать в Венском университете. В 1973 году вышла на пенсию, но продолжала работать в институте до своей смерти. Скончалась 4 февраля 1990 года.

## Награды
В 1954 году была удостоена медали Вильгельма Экснера.
В 1967 году за работы, изданные совместно с Густавом Ортнером, ей была присуждена премия Эрвина Шрёдингера.